# Dispositivo di assistenza ventricolare
Un dispositivo di assistenza ventricolare (o VAD, acronimo di ventricular assist device) è un dispositivo elettromeccanico creato con l'obiettivo di aiutare la circolazione cardiaca, che viene utilizzato per sostituire parzialmente o completamente la funzione di un cuore malato. La funzione dei VAD è diversa da quella dei pacemaker cardiaci artificiali; alcuni sono per uso a breve termine, in genere per pazienti che si stanno riprendendo da infarto del miocardio (attacco cardiaco) e per pazienti che si stanno riprendendo da un intervento cardiaco; alcuni sono per uso a lungo termine (da mesi a anni a per sempre), in genere per pazienti che soffrono di insufficienza cardiaca avanzata.
I VAD sono progettati per assistere il ventricolo destro (RVAD) o il ventricolo sinistro (LVAD) o per entrambi i ventricoli (BiVAD). Il tipo di dispositivo di assistenza ventricolare applicato dipende dal tipo di cardiopatia sottostante e dalla resistenza arteriosa polmonare, che determina il carico di lavoro del ventricolo destro. Il dispositivo di assistenza del ventricolo sinistro (LVAD) è il dispositivo più comune applicato a un cuore difettoso (in quanto è sufficiente nella maggior parte dei casi - il lato destro del cuore è quindi spesso già in grado di utilizzare il flusso sanguigno fortemente aumentato), ma quando la resistenza arteriosa polmonare è elevata, potrebbe essere necessario un (aggiuntivo) dispositivo di assistenza del ventricolo destro (RVAD) per risolvere il problema della circolazione cardiaca. Se sono necessari sia un LVAD che un RVAD, viene normalmente utilizzato un BiVAD, anziché un LVAD separato e un RVAD.
Normalmente, il VAD a lungo termine viene utilizzato come ponte verso il trapianto (BTT), mantenendo vivo il paziente, in condizioni ragionevolmente buone e in grado di attendere il trapianto di cuore al di fuori dell'ospedale. Altri "ponti" includono il ponte verso la candidatura, il ponte verso la decisione e il ponte verso il recupero. In alcuni casi i VAD sono anche usati come terapia di destinazione (DT). In questo caso, il paziente non deve subire un trapianto di cuore e il VAD è ciò che il paziente utilizzerà per il resto della sua vita.
I VAD sono distinti dai cuori artificiali, che sono progettati per assumere la funzione cardiaca e generalmente richiedono la rimozione del cuore del paziente.

## Design

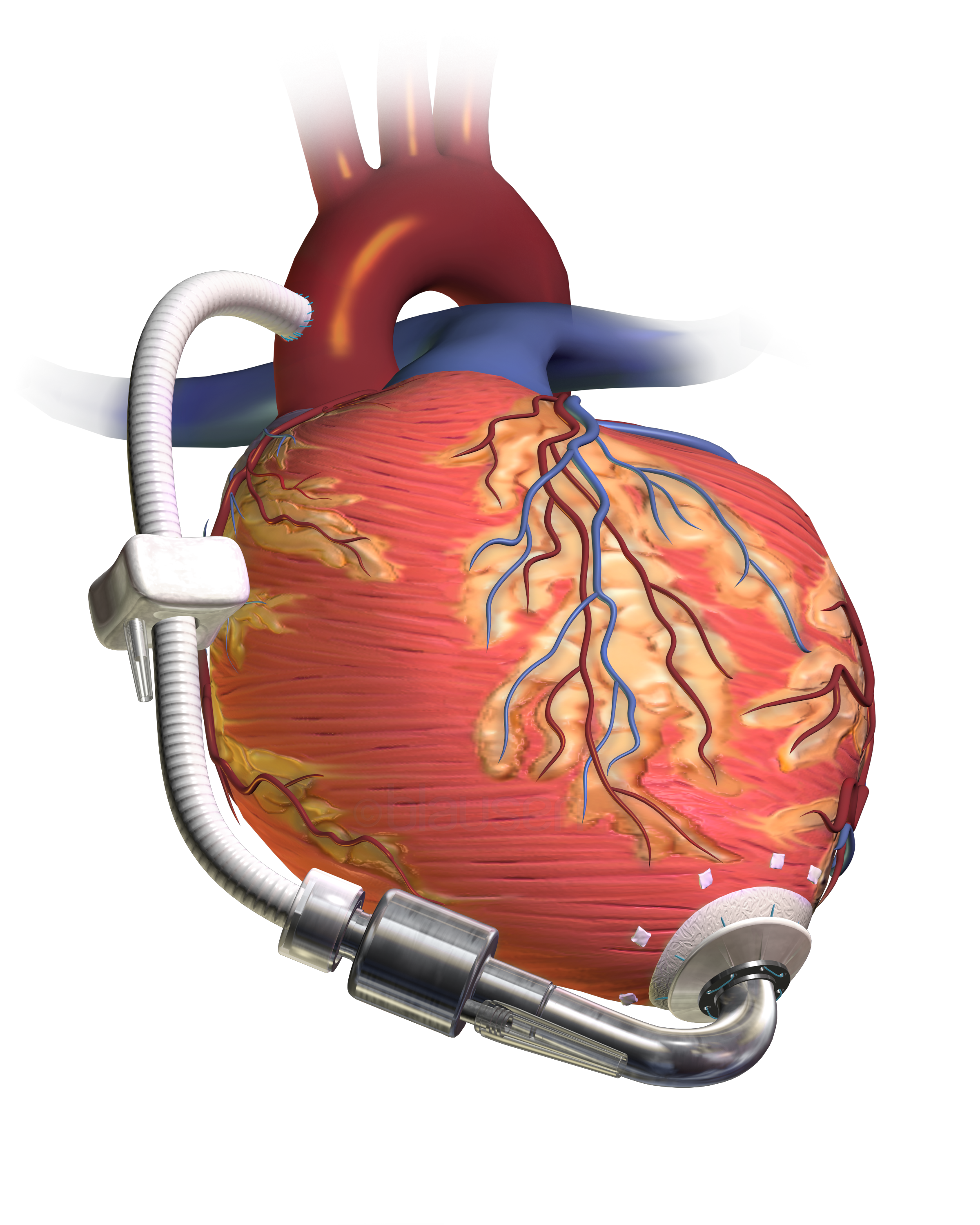
Illustrazione ravvicinata del tipico dispositivo di assistenza ventricolare sinistra (LVAD)

### Pompe
Le pompe utilizzate nei VAD possono essere suddivise in due categorie principali: pompe pulsatili, che imitano la naturale azione pulsante del cuore e pompe a flusso continuo. I VAD pulsatili utilizzano pompe volumetriche positive. In alcune pompe pulsatili (che utilizzano aria compressa come fonte di energia), il volume occupato dal sangue varia durante il ciclo di pompaggio. Se la pompa è contenuta all'interno del corpo, è necessario un tubo di sfiato verso l'esterno.
I VAD a flusso continuo sono più piccoli e si sono dimostrati più durevoli dei VAD pulsatili. Normalmente usano una pompa centrifuga o una pompa a flusso assiale. Entrambi i tipi hanno un rotore centrale contenente magneti permanenti. Le correnti elettriche controllate che attraversano le bobine contenute nell'alloggiamento della pompa applicano forze ai magneti, che a loro volta fanno girare i rotori. Nelle pompe centrifughe, i rotori sono sagomati per accelerare il sangue circonferenzialmente e quindi farlo muovere verso il bordo esterno della pompa, mentre nelle pompe a flusso assiale i rotori sono più o meno cilindrici con pale elicoidali che acclerano il sangue nella direzione dell'asse del rotore.
Un problema importante con le pompe a flusso continuo è il metodo utilizzato per sospendere il rotore. Le prime versioni utilizzavano cuscinetti solidi; tuttavia, le nuove pompe, alcune delle quali sono approvate per l'uso nell'UE, usano la levitazione magnetica ("maglev") o la sospensione idrodinamica. Queste pompe contengono solo una parte mobile (il rotore).

## Storia

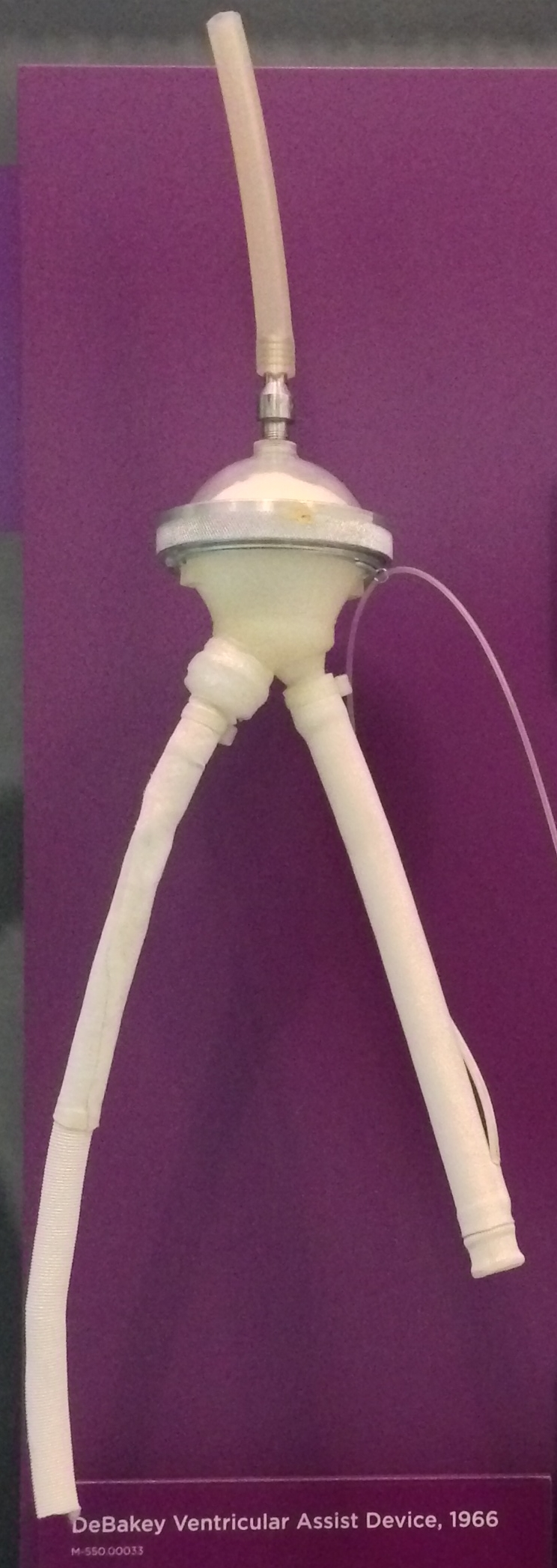
1966 Dispositivo di assistenza ventricolare DeBakey.

Il primo impianto riuscito di un dispositivo di assistenza ventricolare sinistra fu completato nel 1966 dal Dr. Michael E. DeBakey a una donna di 37 anni. Un circuito paracorporeo (esterno) è stato in grado di fornire supporto meccanico per 10 giorni dopo l'intervento chirurgico. Il primo impianto di successo a lungo termine di un LVAD artificiale è stato condotto nel 1988 dal Dr. William F. Bernhard del Boston Medical Hospital Medical Center e Thermedics, Inc. di Woburn, sotto un contratto di ricerca del National Institutes of Health (NIH) che ha sviluppato Heart-mate, un dispositivo di assistenza controllato elettronicamente. Questo è stato finanziato da un contratto triennale di $ 6,2 milioni al Thermedics and Children's Hospital, Boston MA del National Heart and Lung and Blood Institute, un programma del NIH. I primi VAD emulavano il cuore usando un'azione "pulsatile" in cui il sangue veniva alternativamente aspirato nella pompa dal ventricolo sinistro e poi espulso nell'aorta. Dispositivi di questo tipo includono HeartMate IP LVAS, che è stato approvato per l'uso negli Stati Uniti dalla Food and Drug Administration (FDA) nell'ottobre 1994. Questi dispositivi iniziarono ad essere accettati alla fine degli anni '90 quando i cardiochirurghi, tra cui Eric Rose, OH Frazier e Mehmet Oz, iniziarono a diffondere l'idea che i pazienti potessero vivere fuori dall'ospedale. La copertura mediatica dei pazienti ambulatoriali con VAD ha sottolineato questi argomenti.
I lavori più recenti si sono concentrati su pompe a flusso continuo, che possono essere approssimativamente classificate come pompe centrifughe o pompe azionate da girante a flusso assiale. Queste pompe hanno il vantaggio di una maggiore semplicità che si traduce in dimensioni più ridotte e maggiore affidabilità. Questi dispositivi vengono definiti VAD di seconda generazione. Un effetto collaterale è che l'utente non avrà un impulso, o che l'intensità dell'impulso sarà gravemente ridotta.
I VAD di terza generazione sospendono la girante nella pompa utilizzando sospensioni idrodinamiche o elettromagnetiche, eliminando così la necessità di cuscinetti e riducendo il numero di parti mobili a una.
Un'altra tecnologia in fase di sperimentazione clinica è l'uso dell'induzione transcutanea per alimentare e controllare il dispositivo anziché utilizzare cavi percutanei. Oltre all'ovvio vantaggio estetico, ciò riduce il rischio di infezione e la conseguente necessità di adottare misure preventive. Una pompa pulsatile che utilizza questa tecnologia ha l'approvazione del marchio CE ed è in fase di sperimentazione clinica per l'approvazione della FDA degli Stati Uniti.
Un approccio molto diverso nelle prime fasi di sviluppo è l'uso di un bracciale gonfiabile attorno all'aorta. Il gonfiaggio del bracciale contrae l'aorta e lo sgonfiamento del bracciale consente all'aorta di espandersi, in effetti l'aorta diventa un secondo ventricolo sinistro. Un perfezionamento proposto è di utilizzare il muscolo scheletrico del paziente, guidato da un pacemaker, per alimentare questo dispositivo che lo renderebbe veramente autonomo. Tuttavia un'operazione simile (cardiomoplastica) fu tentata negli anni '90 con risultati deludenti. In ogni caso, presenta notevoli vantaggi potenziali nell'evitare la necessità di operare sul cuore stesso e nell'evitare qualsiasi contatto tra sangue e dispositivo. Questo approccio prevede un ritorno a un flusso pulsante.
Peter Houghton è stato il destinatario sopravvissuto più a lungo di un VAD per uso permanente. Ha ricevuto un LVV sperimentale Jarvik 2000 nel giugno 2000. Da allora, ha completato una passeggiata di beneficenza di 91 miglia, ha pubblicato due libri, tenuto conferenze, fatto un'escursione nelle Alpi svizzere e nell'ovest americano, ha volato su un aereo ultraleggero e ha viaggiato molto in tutto il mondo. Morì di insufficienza renale acuta nel 2007 all'età di 69 anni.

## Studi e risultati

### Sviluppi
- Nel luglio 2009 in Inghilterra, i chirurghi hanno rimosso un cuore di donatore che era stato impiantato in un bambino vicino al suo cuore natale, dopo che il suo cuore nativo si era ripreso. Questa tecnica suggerisce che un dispositivo di assistenza meccanica, come un LVAD, può prendere parte o tutto il lavoro dal cuore nativo e lasciargli il tempo di guarire.[22]
- Nel luglio 2009, i risultati di follow-up di 18 mesi della sperimentazione clinica HeartMate II hanno concluso che LVAD a flusso continuo fornisce un supporto emodinamico efficace per almeno 18 mesi in pazienti in attesa di trapianto, con stato funzionale e qualità della vita migliorati. (vedi sotto).[23]
- L'ospedale universitario di Heidelberg ha riferito nel luglio 2009 che il primo HeartAssist5, noto come la versione moderna del DeBakey VAD, è stato impiantato lì. HeartAssist5 pesa 92 grammi, è fatto di titanio e plastica e serve per pompare il sangue dal ventricolo sinistro nell'aorta.[24]
- È in corso uno studio clinico di fase 1 (ad agosto 2009), composto da pazienti con innesto di bypass dell'arteria coronarica e pazienti con insufficienza cardiaca allo stadio terminale che hanno un dispositivo di assistenza ventricolare sinistra. Lo studio prevede il test di un cerotto, chiamato Anginera (TM) che contiene cellule che secernono fattori di crescita simili agli ormoni che stimolano la crescita di altre cellule. I cerotti vengono seminati con cellule muscolari cardiache e quindi impiantati sul cuore con l'obiettivo di far iniziare le comunicazioni muscolari con i tessuti nativi in modo da consentire contrazioni regolari.[25][26]
- Nel settembre 2009, un comunicato stampa della Nuova Zelanda, Stuff, ha riferito che tra altri 18 mesi o due anni, un nuovo dispositivo wireless sarà pronto per la sperimentazione clinica che alimenterà i VAD senza contatto diretto. In caso di successo, ciò può ridurre la possibilità di infezione a causa del cavo di alimentazione attraverso la pelle.[27]
- Il National Institutes of Health (NIH) ha assegnato una sovvenzione di 2,8 milioni di dollari per sviluppare un cuore artificiale totale "senza impulsi" usando due VADS di Micromed, inizialmente creati da Michael DeBakey e George Noon. La sovvenzione è stata rinnovata per un secondo anno di ricerca nell'agosto 2009. Il cuore artificiale totale è stato creato utilizzando due VAD HeartAssist5, per cui un VAD pompa il sangue in tutto il corpo e l'altro fa circolare il sangue da e verso i polmoni.[28]
- HeartWare International ha annunciato nell'agosto 2009 di aver superato 50 impianti del sistema di assistenza ventricolare HeartWare nella sperimentazione clinica ADVANCE, uno studio IDE approvato dalla FDA. Lo studio intende valutare il sistema come sistema ponte-trapianto per pazienti con insufficienza cardiaca allo stadio terminale. Lo studio, Valutazione del sistema HeartWare LVAD per il trattamento dell'insufficienza cardiaca in anticipo, è uno studio multicentrico iniziato nel maggio 2009.[29][30]
- Il 27 giugno 2014 la Scuola di medicina di Hannover, in Germania, ha eseguito il primo impianto umano di HeartMate III sotto la direzione del professor Axel Haverich MD, capo del dipartimento di cardiotoracico, trapianto e chirurgia vascolare e chirurgo Jan Schmitto, MD, Ph.D.[31]
- Il 21 gennaio 2015 è stato pubblicato uno studio sul Journal of American College of Cardiology che suggerisce che l'uso a lungo termine di LVAD può indurre la rigenerazione del cuore.[32] Ciò potrebbe spiegare il ponte verso il fenomeno del recupero descritto per la prima volta dal gruppo Yacoub nel NEJM nel 2009 (sopra).
- Il giocatore di baseball Hall-of-Fame Rod Carew aveva un'insufficienza cardiaca congestizia ed era dotato di un HeartMate II. Ha lottato per indossare l'equipaggiamento, quindi ha unito gli sforzi per aiutare a fornire l'abbigliamento più utile per aiutare HeartMate II e HeartMate III.[33]

La maggior parte dei VAD oggi sul mercato è piuttosto voluminosa. Il dispositivo più piccolo approvato dalla FDA, HeartMate II, pesa circa 1 libbra (0,45 kg) e misura 3 pollici (7,6 cm). Ciò si è rivelato particolarmente importante per donne e bambini, per i quali le alternative sarebbero state troppo grandi. A partire dal 2017, Heartmate III è stato approvato dalla FDA. È più piccolo del suo predecessore HeartMate II e utilizza una girante a levitazione magnetica al posto del sistema di cuscinetti a sfere presente in HeartMate II.
Un dispositivo ha ottenuto l'approvazione del marchio CE per l'uso nell'UE e ha iniziato studi clinici negli Stati Uniti (VentrAssist). A giugno 2007 queste pompe erano state impiantate in oltre 100 pazienti. Nel 2009, Ventracor è stato affidato agli amministratori a causa di problemi finanziari e successivamente è stato liquidato. Nessun'altra società ha acquistato la tecnologia, di conseguenza il dispositivo VentrAssist è sostanzialmente defunto. A partire da gennaio 2010, circa 30-50 pazienti in tutto il mondo rimangono supportati dai dispositivi VentrAssist.
Heartware HVAD funziona in modo simile al VentrAssist, anche se molto più piccolo e non richiede l'inserimento di una tasca addominale. Il dispositivo ha ottenuto il marchio CE in Europa e recentemente l'approvazione della FDA negli Stati Uniti, è stato dimostrato che Heartware HVAD può essere impiantato attraverso un accesso limitato senza sternotomia. Il 3 giugno 2021 l'HeartWare HVAD è stato ritirato dal commercio, la comunità scientifica internazionale ha elaborato delle indicazioni dedicate alla gestione di pazienti con tale dispositivo.
In un numero limitato di casi i dispositivi di assistenza ventricolare sinistra, combinati con la terapia farmacologica, hanno consentito al cuore di riprendersi in modo sufficiente da consentire la rimozione del dispositivo.

## Complicanze ed effetti collaterali
Il sanguinamento è la complicazione precoce postoperatoria più comune dopo l'impianto o la rimozione di LVAD, che richiede il reintervento fino al 60% dei pazienti. Le implicazioni delle massicce trasfusioni di sangue sono grandi e comprendono infezione, insufficienza polmonare, aumento dei costi, insufficienza cardiaca destra, allosensibilizzazione e trasmissione virale, alcune delle quali possono rivelarsi fatali o precludere il trapianto.  Quando si verifica sanguinamento, influisce sulla mortalità ad un anno.  Oltre alla complessità della popolazione di pazienti e alla complessità di queste procedure che contribuiscono al sanguinamento, i dispositivi stessi possono contribuire alla grave coagulopatia che può derivare quando questi dispositivi vengono impiantati.
Poiché i dispositivi generano generalmente il flusso di sangue su una superficie non biologica, predisponendo la coagulazione del sangue, sono necessarie misure anticoagulanti. Un dispositivo, HeartMate XVE, è progettato con una superficie biologica derivata dalla fibrina e non richiede anticoagulanti a lungo termine (tranne l'aspirina); sfortunatamente, questa superficie biologica può anche predisporre il paziente all'infezione attraverso la riduzione selettiva di alcuni tipi di leucociti.
I nuovi design VAD che ora sono approvati per l'uso nella Comunità Europea e che sono in fase di sperimentazione per l'approvazione della FDA hanno quasi completamente eliminato i guasti meccanici.
L'infezione correlata a VAD può essere causata da un gran numero di diversi organismi:
- Batteri Gram-positivi (Stafilococchi, in particolare Staph. Aureus, Enterococchi )
- Batteri Gram negativi (Pseudomonas aeruginosa, specie Enterobacter, specie Klebsiella )
- Funghi., In particolare le specie Candida

Il trattamento dell'infezione da VAD è estremamente difficile e molti pazienti muoiono di infezione nonostante il trattamento ottimale. Il trattamento iniziale dovrebbe essere con antibiotici ad ampio spettro, ma è necessario compiere ogni sforzo per ottenere campioni adeguati per la coltura. Una decisione finale in merito alla terapia antibiotica deve essere basata sui risultati delle colture microbiogiche.
Altri problemi includono immunosoppressione, coagulazione con ictus risultante e sanguinamento secondario all'anticoagulazione. Alcuni dei componenti in poliuretano utilizzati nei dispositivi causano la cancellazione di un sottogruppo di cellule immunitarie quando il sangue entra in contatto con esse. Ciò predispone il paziente a infezioni fungine e virali che richiedono un'adeguata terapia profilattica .
Considerando la moltitudine di rischi e modifiche dello stile di vita associati all'impianto del dispositivo di assistenza ventricolare, è importante che i potenziali pazienti siano informati prima del processo decisionale. Oltre alla consulenza medica, sono disponibili varie risorse dirette per pazienti basate su Internet per aiutare l'educazione dei pazienti.
Il VAD influisce con altri dispositivi impiantabili, come pacemaker e defibrillatore impiantabile, aumentando il consumo della batteria, shock inappropriati indotti da EMI, incapacità di stabilire la connessione della telemetria, in quanto i modelli più recenti di VAD utilizzano la levitazione magnetica della girante e l'induzione magnetica per la sua rotazione, andando così a creare interferenze elettromagnetiche (EMI)

## Elenco dei dispositivi VAD impiantabili
Questo è un elenco parziale e potrebbe non essere mai completo Le aggiunte referenziate sono benvenute
| Dispositivo                                                  | Produttore                                                    | Tipo |
| ------------------------------------------------------------ | ------------------------------------------------------------- | --- |
| HeartAssist5                                                 | ReliantHeart Archiviato il 5 aprile 2016 in Internet Archive. | Flusso continuo guidato da un rotore a flusso assiale. |
| Novacor                                                      | World Heart                                                   | Pulsatile. |
| HeartMate XVE                                                | Thoratec                                                      | Pulsatile |
| HeartMate II Archiviato il 9 marzo 2021 in Internet Archive. | Thoratec                                                      | Flusso assiale continuo azionato da rotore, cuscinetti a sfere e a tazza. |
| HeartMate III                                                | Thoratec                                                      | Flusso continuo guidato da un rotore a flusso assiale sospeso magneticamente. |
| Incor                                                        | Berlin Heart                                                  | Flusso continuo guidato da un rotore a flusso assiale sospeso magneticamente. |
| Excor Pediatric                                              | Berlin Heart                                                  | Pompa esterna a membrana progettata per bambini. |
| Jarvik 2000                                                  | Jarvik Heart                                                  | Flusso continuo, rotore assiale supportato da cuscinetti ceramici. |
| MicroMed DeBakey VAD                                         | MicroMed                                                      | Flusso continuo guidato da rotore assiale supportato da cuscinetti ceramici. |
| VentrAssist                                                  | Ventracor                                                     | Flusso continuo guidato da un rotore centrifugo a sospensione idrodinamica. |
| MTIHeartLVAD                                                 | www.mitiheart.com                                             | Flusso continuo guidato da un rotore centrifugo sospeso magneticamente. |
| C-Pulse                                                      | Sunshine Heart                                                | Pulsatile, guidato da un bracciale gonfiabile attorno all'aorta. |
| HVAD Archiviato il 12 settembre 2016 in Internet Archive.    | HeartWare                                                     | Dispositivo di "terza generazione" in miniatura con percorso ematico centrifugo e rotore a sospensione idromagnetica che può essere posizionato nello spazio pericardico.                                       |
| MVAD                                                         | HeartWare                                                     | La pompa MVAD di HeartWare è un dispositivo di assistenza ventricolare in miniatura in fase di sviluppo, circa un terzo delle dimensioni della pompa HVAD di HeartWare. Ritirata dal commercio il 3 giugno 2021 |
| DuraHeart                                                    | Terumo                                                        | Pompa centrifuga a levitazione magnetica. |
| Thoratec PVAD (Paracorporeal Ventricular Assist Device)      | Thoratec                                                      | Il sistema pulsatile comprende tre componenti principali: pompa del sangue, cannule e driver pneumatico (console dual drive o driver VAD portatile).                                                            |
| IVAD—Implantable Ventricular Assist Device                   | Thoratec                                                      | Il sistema pulsatile comprende tre componenti principali: pompa del sangue, cannule e driver pneumatico (console dual drive o driver VAD portatile).                                                            |